# Johannes Loesel
Johannes Loesel, también Johann Lösel ( 26 de abril de 1607 en Brandenburgo - 30 de marzo de 1655 en Königsberg) fue un médico y botánico alemán.

## Vida y trabajo
Loesel recibió su primera educación en la ciudad escolar de Insterburg. En 1626 inició sus estudios en Königsberg. Durante el semestre, 1630/1631 Loesel estudió en Fráncfort del Óder, Leipzig y Wittenberg, donde entre otras conferencias escuchó las de Daniel Sennert. En 1632 adquirió en Königsberg el grado de maestría .
Posteriormente Loesel viaja como un educador a varios países, varios europeos, entre ellos Francia, Inglaterra y Holanda. Más tarde fue a Transilvania donde el príncipe Jorge Rákóczi I estaba diplomáticamente activo. En junio de 1636, se registró Loesel en la Universidad de Rostock. En 1639, él obtuvo en la Universidad de Leiden, un Doctorado en Medicina. Desde 1639 hasta su muerte fue profesor de medicina en la Universidad de Königsberg.
Loesel trabajó en una flora de Prusia, que no pudo terminar debido a una enfermedad. Su hijo Juan (* 1641), la publicó en 1654 bajo el título del manuscrito de Plantae in borussia sponte nascentes e manuscriptis parentis. Johann Gottsched (1668–1704) revisó y amplió el manuscrito. El resultado, fue publicado en 1703 como Flora Prussica.

## Honores
Linneo nombró en su honor del género Loeselia de la familia de plantas Polemoniaceae.

## Publicaciones
De podagra tractatus, morbi huius indolem & curam diligenter exponens.
- 1ª ed. Rostock 1638.
- 2ª ed. Leiden 1639 (online)
- Scrutinium Renum In quo Genuina Renum fabrica, & actio, eorumq[ue] affectus potiores succincte traduntur, & explicantur. Johann Reusner, Königsberg 1642 (online).
- Citrium praegnans. Königsberg 1645.
- Theriacam Andromachi, a Christophoro Meyero, Pharmacopoeo, XX. Ianuar. M.DC.LIV. confectam, recensuit Johan Loeselius. Königsberg 1654 (online).
- Plantae in borussia sponte nascentes e manuscriptis parentis. Paschal Mensen, Königsberg 1654. - veröffentlicht von seinem gleichnamigen Sohn
- Flora Prussica; sive, Plantae in regno Prussiae sponte nascentes. Quarum catalogum & nomina Johannes Loeselius […] olim disseruit, nunc additis nitidissimis iconibus rariorum partim ab aliis nondum delineatarum plerarumque Prussiae propriarum & inquilinarum plantarum, earundemque accurata descriptione, nec non adjectis synonymiis veterum botanicorum, interspersisque observationibus historico-philologico-criticis & medio-practicis noviter efflorescentes curante Johanne Gottsched. Königsberg 1703. - bearbeitet von Johann Gottsched
- La abreviatura «Loesel» se emplea para indicar a Johannes Loesel como autoridad en la descripción y clasificación científica de los vegetales.[5]